# Козацький фольклор
Козацтво і фольклор

Із методологічної і пізнавальної точок зору важливо розрізняти власне козацький фольклор (народні уснопоетичні твори, складені самими козаками) і фольклор про козаків (народні уснопоетичні твори, що виникали поза козацьким середовищем).
Про власне козацький фольклор дають підстави говорити свідчення сучасників і дослідників козацтва. Так, польські письменники і вчені 16–17 ст. С. Сарницький, Б. Папроцький, І.-І. Петрицій та І. Морштин у своїх творах про Україну зазначають, що серед козаків були досить поширені історичні пісні та думи, які вони складали самі й вельми майстерно виконували під акомпанемент кобзи. Д. Яворницький твердить також: «Бувши високими поцінувачами пісень, дум і рідної музики, запорожці любили послухати своїх боянів, сліпців-кобзарів, нерідко самі складали пісні та думи й самі бралися за кобзи…»
Щоб визначити належність уснопоетичного твору до власне козацького фольклору, слід враховувати два головні моменти: час виникнення і першого запису цього твору (якщо є такі дані) й тематику та сюжетно-версифікаційні його особливості. Перевага другого моменту для доказовості більш очевидна, оскільки така структурно-семантична ознака фольклорного тексту, як точність і деталізація опису події (подій), може беззаперечно вказувати на те, що автором твору про цю подію (ці події) є її (їх) учасник, очевидець. Беручи до уваги сказане, до власне козацького українського фольклору можна зарахувати історично-героїчні думи 15–17 ст., переважну більшість історичних пісень 15–18 ст. (див. Історичні українські пісні), окремі давні ліричні пісні, легенди й перекази, а також чималу низку прислів'їв та приказок.
Найхарактернішу частину усноепічного надбання козаків (запорозьких і реєстрових) становлять думи. Вони виникли в кінці 15 ст. Сам термін «дума» як визначення жанру народних творів уперше фіксується в хроніці С. Сарницького, датованій 1506 року. Перший їх запис датується кінцем 17 ст., а перша їх збірка опублікована 1819 року М. Цертелєвим у Санкт-Петербурзі під назвою «Опыт собрания старинных малороссийских песней».
Історично-героїчні думи козацького походження поділяються на три цикли:

1) думи 15–16 ст.;

2) думи середини 17 ст.;

3) думи 18 ст.

## Думи 15–16 ст
До дум 1-го циклу належать: «Козак Голота» (запис кінця 17 ст.), «Отаман Матяш старий», «Федір безрідний, бездольний», «Три брати самарські», «Іван Богуславець», «Самійло Кішка», «Івась Коновченко, Вдовиченко», «Олексій Попович», «Втеча трьох братів із города Азова, з турецької неволі», «Розмова Дніпра з Дунаєм» (запис 1805 року), «Смерть козака в долині Кодимі», «Плач невольника в турецькій неволі» (запис 1832 року), «Маруся Богуславка», «Невольники на каторзі» (запис середини 19 ст.), «Сокіл і соколя» (запис 70-х років 19 ст.). Героями цих творів виступають покозачені злидарі — борці за соціальну справедливість — і прості запорожці та їх ватажки, які потрапили в бусурманську неволю. Самі ж твори яскраво відображають початковий період існування козацтва, причини та обставини його утворення.

## Думи середини 17 ст
Другий цикл складають такі думи, як: «Іван Богун», «Про Сулиму, Павлюка та про Яцька Остряницю» (запис 1928 року), «Хмельницький і Барабаш», «Богдан Хмельницький і Василь Молдавський», «Смерть Хмельницького» (запис 1814 року), «Корсунська перемога» (запис 1849 року), «Вдова Івана Сірка і Сірченки» (запис 1805 року). Вони присвячені подвигам видатних козацьких проводирів періоду національно-визвольної війни українського народу середини 17 ст. (див. Національна революція 1648—1676), а також долі їхніх родичів та близьких.

## Думи 18 ст
Думи «Козак-нетяга Хвесько Ганжа Андибер» (запис 1853 року), «Козацьке життя» (запис 40-х років 19 ст.), «Проводи козака» (запис 1805 року) становлять 3-й цикл. Від дум 1-го й 2-го циклів ці твори відрізняються тим, що в них, окрім героїко-романтичного мотиву, сильно звучить мотив соціально-побутовий.
Тематично й художньо-стилістично до козацьких дум близькі численні історичні пісні козацького походження. Вони поділяються в хронологічному плані на такі ж цикли, як і думи.

## Пісні 15–16 ст
Пісні 1-го циклу оплакують долю України, яка зазнає грабіжницьких нападів кримськотатарських військ («Зажурилась Україна, бо нічим прожити», «За річкою вогні горять», «Із-за гори, гори, з темненького лісу»), розповідають про муки козаків-невільників («В Туреччині та й на брамі кам'яній») та героїчну смерть їхніх ватажків («В Цареграді на риночку»), прославляють молодиків за бажання потрапити на Січ і стати на захист рідної землі («Туман поле покриває», «Не жур мене, стара нене»).

## Пісні середини 17 ст
В історичних козацьких піснях 2-го циклу опоетизовано визвольну боротьбу українського народу середини 17 ст., 1648—1654 років, та змагання за волю вітчизни видатних учасників цієї боротьби: Б. Хмельницького («Чи не той то хміль», «Ой Богдане, батьку Хмелю», «Ой послав Бог Хмельницького»), М. Кривоноса («Не дивуйтеся, добрії люди», «Ой усе лужком та все бережком»), Д. Нечая («Ой з-за гори високої»), Н. Морозенка («Ой Морозе, Морозенку, ти славний козаче»). До цього ж циклу належать пісні про Жванецьку облогу 1653 року («Ой з города з Немирова») та про Берестецьку битву 1651 року («Висипали козаченьки з високої гори»).

## Пісні 18 ст
З історічних пісень 3-го циклу постають образи І. Мазепи («Ой пише, пише та гетьман Мазепа»), С.Палія («Годі, коню, в стайні спати»), І. Ґонти («Да стояв, стояв сотник Гонта», «Виїхав Гонта та з Умані»), М. І. Залізняка («Максим козак Залізняк»), М. Швачки («Ой виїхав із Гуманя козаченько Швачка»), С. Чалого («Ой був в Січі старий козак»). Пісні цього ж циклу передають тугу з приводу національної трагедії — зруйнування російським військом Нової Січі («Ой з-за гори, з-за лиману», «Ой не жалуйте ви, славні запорожці», «Ой полети, галко, ой полети, чорна», «Ой тепер наші славні запорожці», «Та славне ж було Запорожжя», «Пішло наше славне Запорожжя», «Ой Боже наш милостивий», «Чорна хмара наступає, дрібен дощик з неба»).
Для козацької уснопоетичної творчості не чужими були й ліричні пісні. У цьому переконує пісня «Про козака і Кулину», записана 1625 року (варіант назви — «Пісня про козака Плахту»).

## Легенди і перекази
Козаки, зокрема запорожці, вміли майстерно розповідати про власні пригоди, про різні події та про різних людей. Д. Яворницький пише, що вони «нерідко самі розпускали про свою силу та непереможність неймовірні оповідання й змушували вірити в те інших». Особливо любили братчики переказувати про своїх богатирів і характерників. Усе це, безумовно, сприяло виникненню в середовищі січового й реєстрового товариства таких фольклорних жанрів, як легенда та переказ. Нічим іншим, як плодом козацької творчості, є легенди «Хмельницький і Барабаш», «Герць Хмельницького», а також перекази «Як Потоцький попав у полон», «Про запорожців та царицю Катерину», «Як запорожці пішли із Січі до турка», «Запорожці за Дунаєм». Є відомості про те, що Б. Хмельницький, приймаючи в жовтні 1655 року послів польського короля Яна II Казимира Ваза, розповів їм легенду про вужа і невдячного господаря. Цим гетьман виразно натякнув на непримиренність його війська та шляхетської Речі Посполитої. Цілком можливо, що використана українським державним діячем легенда виникла й побутувала в його козацькому оточенні.
Образність, дотепність, влучність висловів із козацького мовлення породжували прислів'я й приказки. Такі, скажімо, прислів'я, як «Висипався Хміль із міха та показав ляхам лиха» (про Б. Хмельницького) або «Іван носить плахту, а Настя булаву» (про І. Скоропадського, яким керувала його дружина) мають, очевидно, козацьке походження. В козацьких колах з'явилися й такі повчання (записані здебільшого в 17–18 ст.), як: «Були ляхам Жовті Води, буде ще й Пилява», «До булави треба й голови», «Од Богдана до Івана не було гетьмана», «Славний козак Максим Залізняк — славнішеє Запорожжя», «Гляди, козаче, щоб татари сидячого не взяли», «Де байрак, там і козак», «Козак журби не має», «Козацькому роду нема переводу», «Терпи, козаче, отаманом будеш», «Наш Луг — батько, Січ — мати: от де треба помирати», «Хто любить піч, тому ворог Січ», «Краще живий хорунжий, ніж мертвий сотник».
У фольклорі про козаків найпоширенішими жанрами є легенди та перекази. Ті чи ін. історії з елементами фантастики й худож. вимислу, пов'язані з козацтвом, побутують нині майже в кожному населеному пункті України, а також на Кубані, на Дону та в деяких ін. регіонах. Особливо часто їх можна почути на теренах колишнього Запорожжя (Дніпропетровська, Запорізька, Херсонська, Кіровоградська, Миколаївська, Донецька області). Не випадково саме тут протягом 19–20 ст. збирачі фольклору зафіксували цих творів найбільше (записи О. Стороженка, І. Срезневського, О. Афанасьєва-Чужбинського, Я. Новицького, І. Манжури, Д. Яворницького, Г. Данилевського, Яра Славутича, М. Киценка та інших).
Подібно до дум та історичних пісень, що виникли в козацькому середовищі, легенди й перекази новішого часу, присвячені козацькій тематиці, поділяються на цикли:

1) історико-героїчні легенди та перекази;

2) топонімічні легенди та перекази;

3) соціально-побутові легенди та перекази.

## Історико-героїчні легенди та перекази
Серед історико-героїчних легенд і переказів, записаних, як правило, від нащадків запорожців, домінують твори про боротьбу козаків із хансько-татарськими, турецькими, польськими і російськими завойовниками, а також твори про життя й подвиги Б. Хмельницького, Н. Морозенка, М. Кривоноса, С. Палія, І. Сірка, П. Калнишевського та інших козацьких ватажків («Як козаки взяли Азов», «Про козака Щербія», «П'ятницькі хрести», «Подвиги Семена Палія», «Великий воїн», «Його жахались вороги», «Як Сірко переміг татар» тощо). У всіх цих творах дуже виразно звучить патріотична ідея.

## Топонімічні легенди та перекази
Такі легенди й перекази, як «Річка Чортомлик», «Річка Кінська», «Озеро Лебедеве», «Тарасове Гульбище», «Урочище Сірківка», «Острів Лантухівський», «Урочище Сагайдаче», «Думна скеля», «Баштові дуби», «Селище Кривий Ріг» та подібні, належать до топонімічного циклу. В них ті чи інші сучасні географічні назви тлумачаться у зв'язку з подіями доби козацтва, з іменами запорожців та їхніх отаманів.

## Соціально-побутові легенди та перекази
Соціально-побутові легенди й перекази 19–20 ст., пов'язані з козацькою тематикою, розповідають про походження запорожців, їх побут, звичаї, характерництво (чаклунство) і про їхні стосунки з іншими соціальними верствами та іноземцями. За приклади таких творів можуть правити: «Запорожці — із маленьких дітей», «Люди браві і чепурні», «Козацькі жарти», «Запорозька вдача», «Як запорожці ману напускали», «Як запорожці прізвища давали», «Як запорожці голодну кутю проганяли», «Козацький обід», «Як запорожець провідував жінку», «Як запорожці перехитрили Потьомкіна» та ін.

## Ліричні пісні
Справжніми перлинами українського фольклору є ліричні пісні про козацьку долю, про козацьких матерів і дружин, про козацьке кохання («Ой мандрував молодий козак», «Гомін, гомін по діброві», «Ішли козаченьки, ішли з України», «Стрів козак дівчину», «Ой, дівчина козака любила», «Козак од'їжджає, дівчинонька плаче», «Запорожець, мамцю, запорожець», «Там, де Ятрань круто в'ється», «Козаченьку, куди йдеш», «Ішов козак через байрак»). Такі пісні творилися зазвичай людьми, близькими до козаків, здебільшого їх родичами та коханими. Дехто з цих авторів нині відомий. Йдеться, зокрема, про українського поета і філософа 18 ст. С. Климовського. Він — автор знаної у всьому світі пісні «Їхав козак за Дунай», яку обробив Людвіг ван Бетховен. Творчість членів козацьких родин уособлена в образі легендарної поетеси з Полтавщини Марії (Марусі) Чурай (17 ст.), якій приписують понад десяток українських народних пісень, у тому числі шедевр української пісенної творчості — «Засвіт встали козаченьки» (або «Засвистали козаченьки»). Див. Козацька тематика в українському та світовому музичному мистецтві.

## Казки
Лише зрідка козаки виступають героями українських народних казок. Це пояснюється, зокрема, тим, що в після козацьку добу казка як жанр українського фольклору майже перестала творитися, а також тим, що для казкового зображення якихось подій чи якихось людей потрібне значне часове дистанціювання казкаря від цих подій або цих людей. Казками про козаків можна назвати хіба що такі народні твори, як «Про запорожців та царицю Катерину» і «Як запорожці висватали наймита» (хоча за своїми художньо-стилістичними ознаками названі твори є швидше легендами, аніж казками).

## Прислів'їв і приказки
Історична пам'ять про козацтво стимулює виникнення в україномовному середовищі різного роду фразеологічних сполучень, зокрема прислів'їв і приказок на зразок: «Життя собаче, зате слава козача», «Зовсім козак, та чуб не так», «Козак не без долі, дівка не без щастя», «Козак хороший, та не має грошей», «Козацька миля довга», «Піч — річ бабська, а пляшка — козацька», «То не козак, що боїться собак», «Якби хліб та одежа, їв би козак лежа». Прикметною рисою прислів'їв і приказок на козацьку тему, але створених не козаками, є ухил їх морально-філософської семантики у бік побутовізму.
Козацький фольклор і фольклор про козацтво становлять вагому частину духовного, культурного і художньо-естетичного надбання українців.